# Marko Pantelić
Marko Pantelić (en serbe en écriture cyrillique : Марко Пантелић), né le 15 septembre 1978 à Belgrade (Yougoslavie aujourd'hui Serbie), est un footballeur international serbe, évoluant au poste d'attaquant.

## Biographie
Pantelić est réputé pour sa frappe de balle et une bonne technique, un vrai style d'attaquant puissant ou encore un attaquant qui cherche son adversaire de façon à l'énerver et le déconcentrer.
Formé à l'Étoile rouge de Belgrade, Pantelić commence sa carrière en 1992 à l'Iraklis Thessalonique en tant que grand talent avant de partir au Paris Saint Germain. Ne s'étant pas imposé comme titulaire et buteur au PSG, il passera par une dizaine de clubs où il ne restera jamais plus d'un an et demi comme SK Sturm Graz, FC Yverdon, FC Lausanne-Sport, FK Obilić, FK Sartid Smederovo ou encore l'Étoile rouge de Belgrade. En 2004-2005 il termine meilleur buteur du championnat Serbe, appelé Super Liga, avec 21 buts.

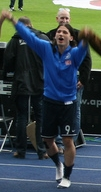
Pantelić avec le Hertha Berlin.

Durant la saison 2005-2006, l'Étoile rouge de Belgrade prête Marko Pantelić au Hertha BSC Berlin, club de la capitale allemande, avec option d'achat. Le Hertha lève l'option le 16 avril 2006, et signe le joueur pour une durée de 3 ans. Il inscrira respectivement 11, 13 puis 14 buts pendant ses trois saisons. Après que le club de Berlin ait manqué l'objectif Ligue des champions, Marko Pantelić ne prolonge pas.
Il signe le 30 août 2009 un contrat d'un an avec l'Ajax Amsterdam, qui n'est pas prolongé. En août 2010, il signe pour deux saisons à l'Olympiakos. Il inscrit un quadruplé le 11 décembre contre l'AO Kerkyra. Il prend sa retraite à la fin de son contrat avec l'Olympiakos en 2013.
Il compte 43 sélections et 10 buts avec l'équipe de Serbie (et Serbie-et-Monténégro) depuis 2003. Il a notamment disputé la Coupe du monde 2010, jouant 113 minutes en deux matches et inscrivant un but face à l'Australie.

## Palmarès
Avec le Lausanne-Sports
- Vainqueur de la Coupe de Suisse en 1999.

Avec le Sartid Smederevo
- Vainqueur de la Coupe de Serbie-et-Monténégro en 2003.

Avec l'Étoile rouge de Belgrade
- Vainqueur du Championnat de Serbie-et-Monténégro en 2004.
- Vainqueur de la Coupe de Serbie-et-Monténégro en 2004.

Avec l'Ajax d'Amsterdam
- Vainqueur de la Coupe des Pays-Bas en 2010.

Avec l'Olympiakos
- Vainqueur du Championnat de Grèce : 2011, 2012 et 2013
- Vainqueur de la Coupe de Grèce : 2012 et 2013